# WTA-toernooi van Newport (VK)
Het WTA-toernooi van Newport is een voormalig tennistoernooi voor vrouwen dat van 1969 tot en met 1973 plaatsvond in de Welshe stad Newport. De officiële naam van het toernooi was Green Shield Welsh Championships.
De WTA organiseerde het toernooi, dat werd gespeeld op gras.
Er werd door maximaal 32 deelneemsters per jaar gestreden om de titel in het enkelspel, en door een onbekend aantal paren om de dubbelspeltitel. Doordat er tegelijkertijd ook een mannentoernooi werd gehouden, bestond er ook een gemengd dubbelspeltoernooi.

## Officiële namen
| 1969      | Welsh Championships                   |
| 1970      | Green Shield Welsh Open Championships |
| 1971–1973 | Green Shield Welsh Championships      |

## Finales

### Enkelspel
| Datum      | Naam                       | Cat. | ($)    | Ondergrond   | Winnares         | Verliezend finaliste | Uitslag        |         |
| ---------- | -------------------------- | ---- | ------ | ------------ | ---------------- | -------------------- | -------------- | ------- |
| 1969-07-07 | Welsh Championships        |      |        | gras, buiten | Margaret Court   | Winnie Shaw          | 6-4, 6-4       | details |
| 1970-07-06 | Green Shield Welsh Champ's |      |        | gras, buiten | Evonne Goolagong | Patti Hogan          | 6-0, 8-6       | details |
| 1971-07-05 | Green Shield Welsh Champ's |      | 20.000 | gras, buiten | Virginia Wade    | Judy Dalton          | 6-3, 6-4       | details |
| 1972-07-10 | Green Shield Welsh Champ's |      | 19.200 | gras, buiten | Kerry Melville   | Virginia Wade        | 7-5, 6-2       | details |
| 1973-07-09 | Green Shield Welsh Champ's |      |        | gras, buiten | Julie Heldman    | Dianne Fromholtz     | 1-6, 6-1, 11-9 | details |

### Dubbelspel
| Datum      | Naam                       | Cat. | ($)    | Ondergrond   | Winnaressen                 | Verliezend finalistes           | Uitslag  |         |
| ---------- | -------------------------- | ---- | ------ | ------------ | --------------------------- | ------------------------------- | -------- | ------- |
| 1969-07-07 | Welsh Championships        |      |        | gras, buiten | Mary-Ann Curtis Winnie Shaw | Margaret Court Patricia Walkden | 6-4, 6-1 | details |
| 1970-07-06 | Green Shield Welsh Champ's |      |        | gras, buiten | Rosie Casals Judy Dalton    | Ann Haydon-Jones Patti Hogan    | 6-3, 6-2 | details |
| 1971-07-05 | Green Shield Welsh Champ's |      | 20.000 | gras, buiten | Helen Gourlay Kerry Harris  | Gail Sherriff Winnie Shaw       | 6-3, 8-6 | details |
| 1972-07-10 | Green Shield Welsh Champ's |      | 19.200 | gras, buiten | Judy Dalton Betty Stöve     | Kerry Harris Kerry Melville     | 7-5, 6-4 | details |
| 1973-07-09 | Green Shield Welsh Champ's |      |        | gras, buiten | Patti Hogan Sharon Walsh    | Dianne Fromholtz Julie Heldman  | gedeeld  | details |